# Epimetula albipuncta
Epimetula albipuncta är en fjärilsart som beskrevs av M.Gaede 1928. Epimetula albipuncta ingår i släktet Epimetula och familjen tandspinnare. Inga underarter finns listade i Catalogue of Life.